# Кросс, Кристофер
Кристофер Кросс (англ. Christopher Cross; при рождении Кристофер Чарльз Гепперт, англ. Christopher Charles Geppert, род. 3 мая 1951 г. в Сан-Антонио) — американский автор и исполнитель песен, за два первых года своей музыкальной карьеры выигравший премии «Оскар», «Золотой глобус» и пять премий «Грэмми».
Кросс известен благодаря вышедшему в 1980 году дебютному альбому Christopher Cross, стиль которого иногда в шутку определяют как «яхт-рок». На волне коммерческого успеха баллады «Sailing» Кросс был провозглашен новой надеждой популярной музыки и на очередной церемонии вручения «Грэмми» он оказался главным триумфатором, впервые в истории выиграв во всех четырёх «наджанровых» номинациях — «открытие года», «альбом года», «запись года» и «песня года». В 2007 году еженедельник Entertainment Weekly отнёс присуждение премии «полноватому техасцу с хрупким вокалом» к числу самых сомнительных решений за всю её историю.
В следующем году Кросс написал и исполнил песню к популярной комедии «Артур» с Лайзой Миннелли. Удостоенный за эту работу «Оскаром», он продолжал регулярно записываться и в дальнейшем, однако публика и критики скоро охладели к его творчеству, так что теперь про него вспоминают исключительно в связи с триумфальным дебютом.

## Достижения

### Номинации
- Премия «Эмми» (1988) в категории «Выдающиеся достижения в музыке и поэзии» (за музыкальное сопровождение к телесериалу Growing Pains)[6]

### Награды
- Премия «Оскар» за лучшую песню к фильму (композиция Arthur’s Theme (Best That You Can Do) к фильму «Артур»)[7].
- Премия «Золотой глобус» за ту же песню[8].
- Победа в 5 категориях премии «Грэмми» 1981 года[9].

## Дополнительные факты
- 28 августа 1970 года 19-летний Кросс подменил заболевшего Ритчи Блэкмора в составе Deep Purple для выступления в Jam Factory, Сан-Антонио. Блэкмор встретился с Кроссом в аэропорту после концерта и поблагодарил его[10].